# Tetrametrina
La tetrametrina è un piretroide sintetico utilizzato come insetticida. 
È molto simile ad un altro composto insetticida, la cipermetrina, rispetto al quale presenta minore stabilità alla luce. Entrambi i composti sono utilizzati da vari produttori di insetticidi, specificamente contro mosche e zanzare. 
I prodotti in libera vendita contengono solitamente entrambi i composti in percentuali variabili fra loro, con una diluizione variabile da 1,5 a 8 %.